# Latinović
Latinović je plemićka obitelj bačkih Hrvata. Plemstvo su dobili Stjepan i Danijel Latinović 23. rujna 1719., a 1747. u Beču je dobila pridjevak de Bordos (Bordoški), prema posjedu Bordošu, koji su dobili 1725. godine.
Obitelj je dala bačkog podžupana i kraljevskog savjetnika Petra Latinovića. Njegova djeca Ivan i Josip iz njegova drugog braka s barunicom Anom Brnjaković su poslije dobila Kaćmar u posjed pa su u Beču 12. lipnja 1801. dobili još pridjevak de Katymár (et de Katymár)  Iz ove obitelji i njenih ogranaka proglašeno je 28 plemića, koji su sudjelovali u upravi Bačke županije i u društvenom životu ugarskog plemstva.
Bila je među najbogatijim obiteljima u cijeloj Kraljevini Ugarskoj, uz Grašalkoviće najmoćnija i najutjecajnija.
Mađarski autori misle da je izvorni oblik prezimena ove obitelji bio Latanović.